# Luděk Pernica
Luděk Pernica (ur. 16 czerwca 1990 w Boskovicach) – czeski piłkarz grający na pozycji środkowego obrońcy w klubie Viktoria Pilzno.

## Kariera klubowa
Pernica swoje pierwsze kroki w piłce nożnej stawiał w zespole ASK Blansko, skąd przeniósł się do zespołów juniorskich Zbrojovki Brno. W seniorskim futbolu zadebiutował w sezonie 2009/2010, który rozegrał w rezerwach swojego klubu. Już po roku został włączony do kadry pierwszej drużyny. W latach 2014–2018 grał w FK Jablonec.

## Kariera reprezentacyjna
Luděk Pernica zagrał w jednym spotkaniu reprezentacji Czech U-20 - towarzyskim meczu z reprezentacją Słowacji U-21.